# قادر مزباني
قادر مزباني إيرانق (بالفارسية: قادر میزبانی ایرانق) هو متسابق دراجات هوائية إيراني ولد في يوم 6 سبتمبر 1975 في مدينة تبريز في إيران، شارك في عدة بطولات وطوافات وأبرز إنجازاته تحقيقه الميدالية الذهبية في دورة الألعاب الآسيوية 1998 في بانكوك، كما حقق الميدالية الفضية في دورة الألعاب الآسيوية 2006 في الدوحة.

## روابط خارجية
- قادر مزباني على موقع الاتحاد الدولي للدراجات (الإنجليزية)
- قادر مزباني على موقع أرشيف الدراجات (الإنجليزية)
- قادر مزباني على موقع إحصائيات الدراجات الإحترافية (الإنجليزية)
- قادر مزباني على موقع نسبة الدراجات (الإنجليزية)
- قادر مزباني على موقع أوليمبيديا (الإنجليزية)